# ニコラエ・ヴァカロイウ
ニコラエ・ヴァカロイウ（Nicolae Văcăroiu、1943年12月5日 ‐ ）は、ルーマニアの政治家。上院議長。2007年4月20日から2007年5月23日まで大統領代行を務めた。
首相、上院副議長を歴任。